# Townsendia pulcherrima
Townsendia pulcherrima är en tvåvingeart som beskrevs av Werner Back 1909. Townsendia pulcherrima ingår i släktet Townsendia och familjen rovflugor.
Artens utbredningsområde är Texas. Inga underarter finns listade i Catalogue of Life.